# Graphisurus despectus
Graphisurus despectus är en skalbaggsart som först beskrevs av Leconte 1850.  Graphisurus despectus ingår i släktet Graphisurus och familjen långhorningar. Inga underarter finns listade i Catalogue of Life.